# Bourtange
Bourtange – wieś w Holandii, w prowincji Groningen, w gminie Vlagtwedde.
Twierdza Bourtange została zbudowana podczas wojny osiemdziesięcioletniej (1568–1648), gdyż Wilhelm I Orański chciał kontrolować jedyną drogę pomiędzy Niemcami a Groningen, które znajdowało się w rękach Hiszpanów. Szlak ten prowadził piaskowym wałem przez bagna. Około roku 1580 Bourtange stało się częścią fortyfikacji na granicy pomiędzy trzema prowincjami północnymi (Groningen, Fryzja, Drenthe) a Niemcami.
Miejscowość była siedzibą oddzielnej gminy do 1851 r.